# Eternal Valentine
Eternal Valentine ist ein britischer Pornofilm der Regisseurin Anjali Kara.

## Handlung
Der Film enthält fünf Szenen, die alle das Thema Valentinstag zum Gegenstand haben. Jede Szene in diesem Film beginnt mit einer Frau, die von ihrem Lebensgefährten ein paar freche Spielzeuge erhält, und dann ist zu sehen, wie die Paare ihren Valentinstag abschließen, indem sie diese Geschenke einsetzen.

## Szenen
- Szene 1: Jasmine Jae, Ryan Ryder
- Szene 2: Samantha Bentley, Marc Rose
- Szene 3: Tamara Grace, Andre Lovado
- Szene 4: Victoria Summers, Luke Hotrod
- Szene 5: Hannah Shaw, Lee Saint

## Wissenswertes
- Der Film ist mit überwiegend mit englischen und schottischen Darstellerinnen und Darstellern besetzt.